# 佐兰基·盖尔格
佐兰基·盖尔格（匈牙利語：Zalánki Gergő，1995年2月26日—），匈牙利男子水球运动员。他曾代表匈牙利参加2016年和2020年夏季奥林匹克运动会水球比赛，其中2020年奥运会获得一枚铜牌。